# Krampmacken
Krampmacken er et rekonstrueret vikingeskib, der blev bygget i Stockholm i 1980. I 1983-85 sejlede det fra Gotland på floderne til Wisla og Donau til Sortehavet og Istanbul, som i vikingetiden hed Miklagård. 
Båden er 8 m lang og 2 m bred med plads til seks årer og en besætning på omkring 11. Skrogets form blev baseret på arkæologiske fund i Bulverket i Tingstäde träsk, hvor man fandt båden ved Bulverket. Sejlet er baseret på gotlandske billedsten.
Krampmacken blev basis for mange rekonstruerede vikingeskibe.
Arkæolog og chef for RAGU (Riksantikvarieämbetets Gotlandsundersökningar) Erik Nylén var en af initiativtagerne til projektet. Krampmacken og har været på ekspeditioner og sejlture for at undersøge skibets sødygtighed. En ekspedition sejlede i 1995-97 på de kaukasiske floder til Baku ved det Kaspiske Hav.